# Jerzywisniewskia treati
Jerzywisniewskia treati es una especie de arácnido del orden Mesostigmata de la familia Uropodidae que tiene escarabajos como huéspedes.

## Distribución geográfica
Se encuentra en Massachusetts (Estados Unidos).